# Saint-Estèphe (Dordogne)
Saint-Estèphe is een gemeente in het Franse departement Dordogne (regio Nouvelle-Aquitaine) en telt 590 inwoners (2005). De plaats maakt deel uit van het arrondissement Nontron.

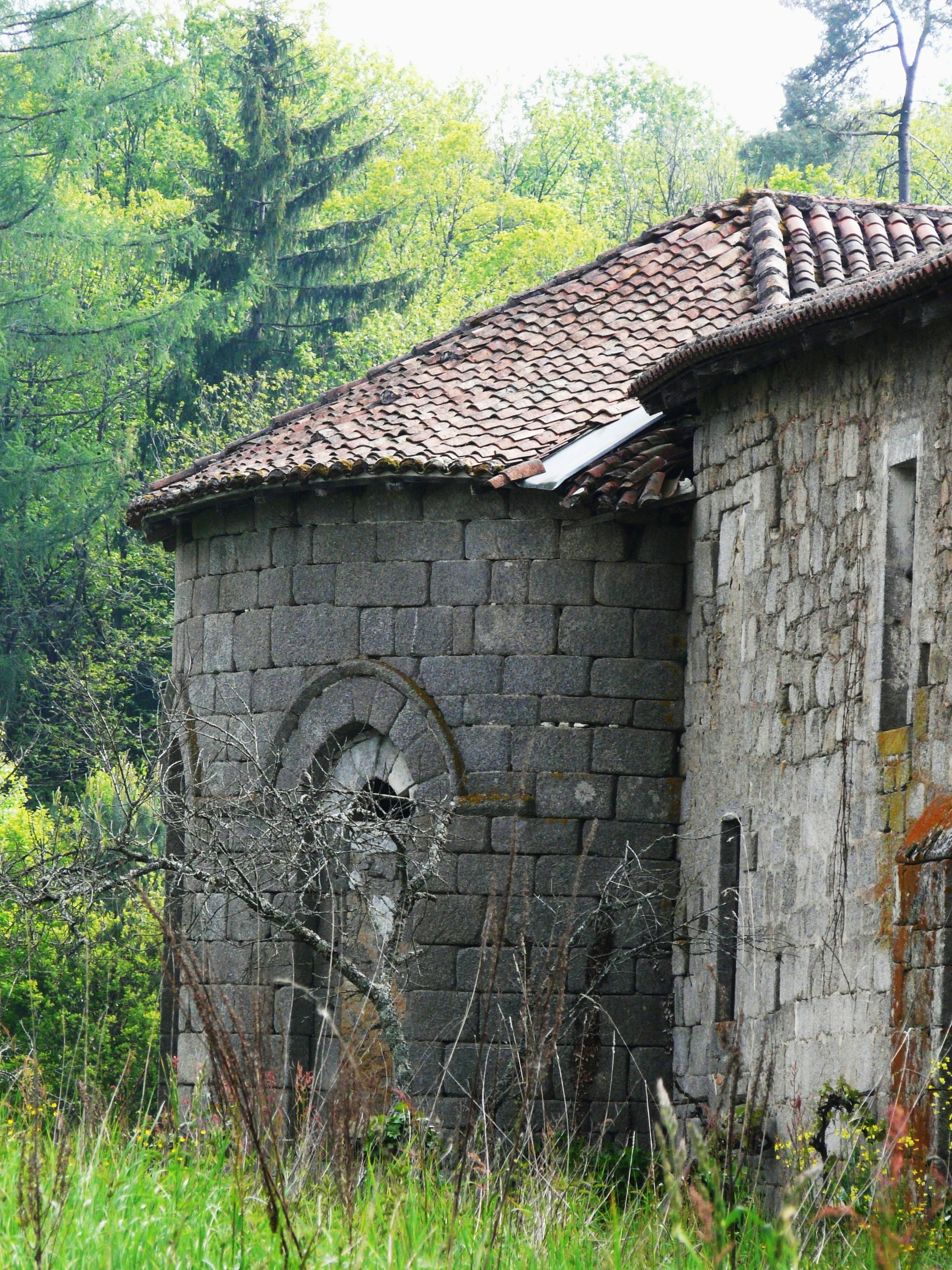
Oude priorij
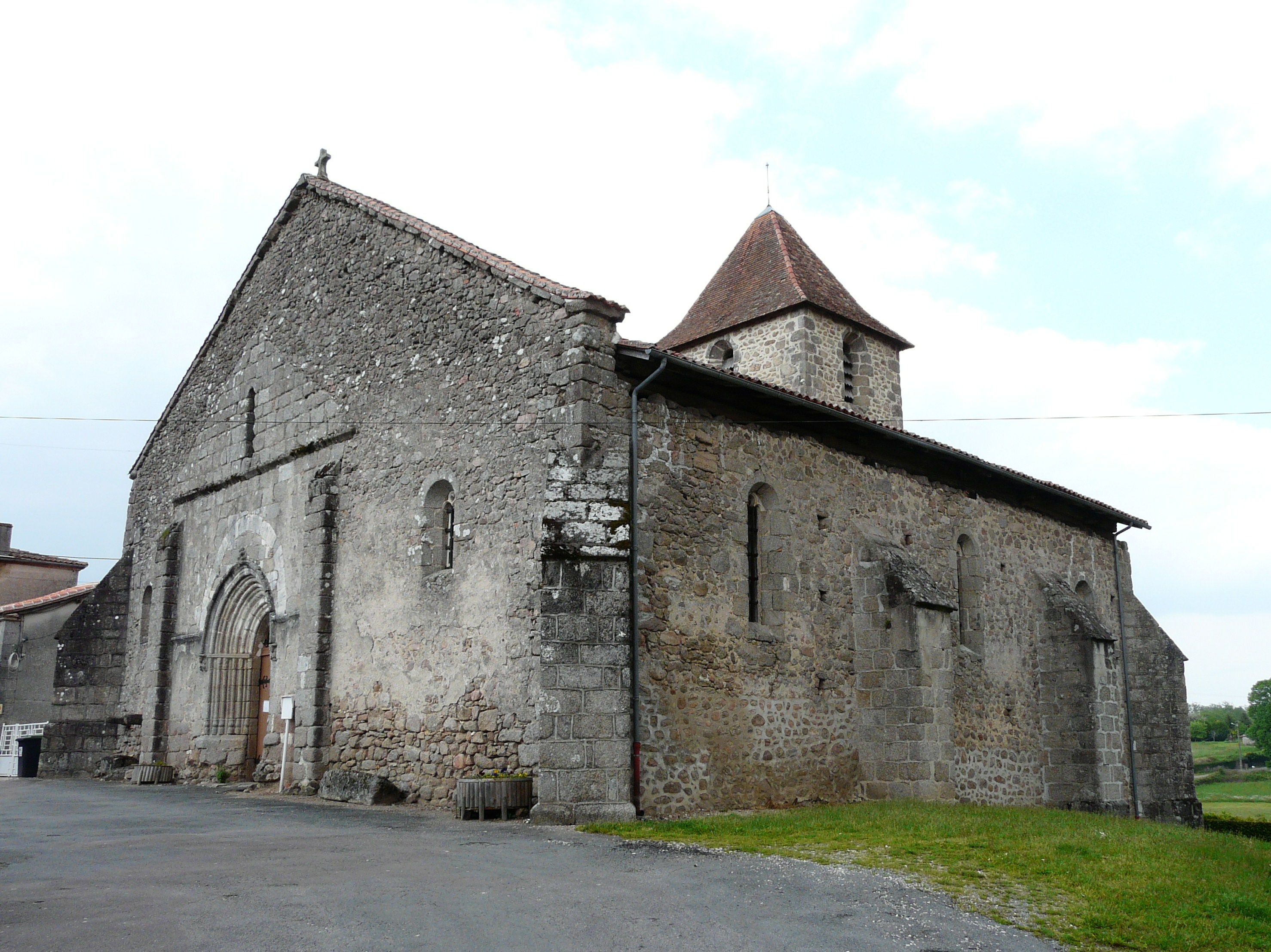
Kerk
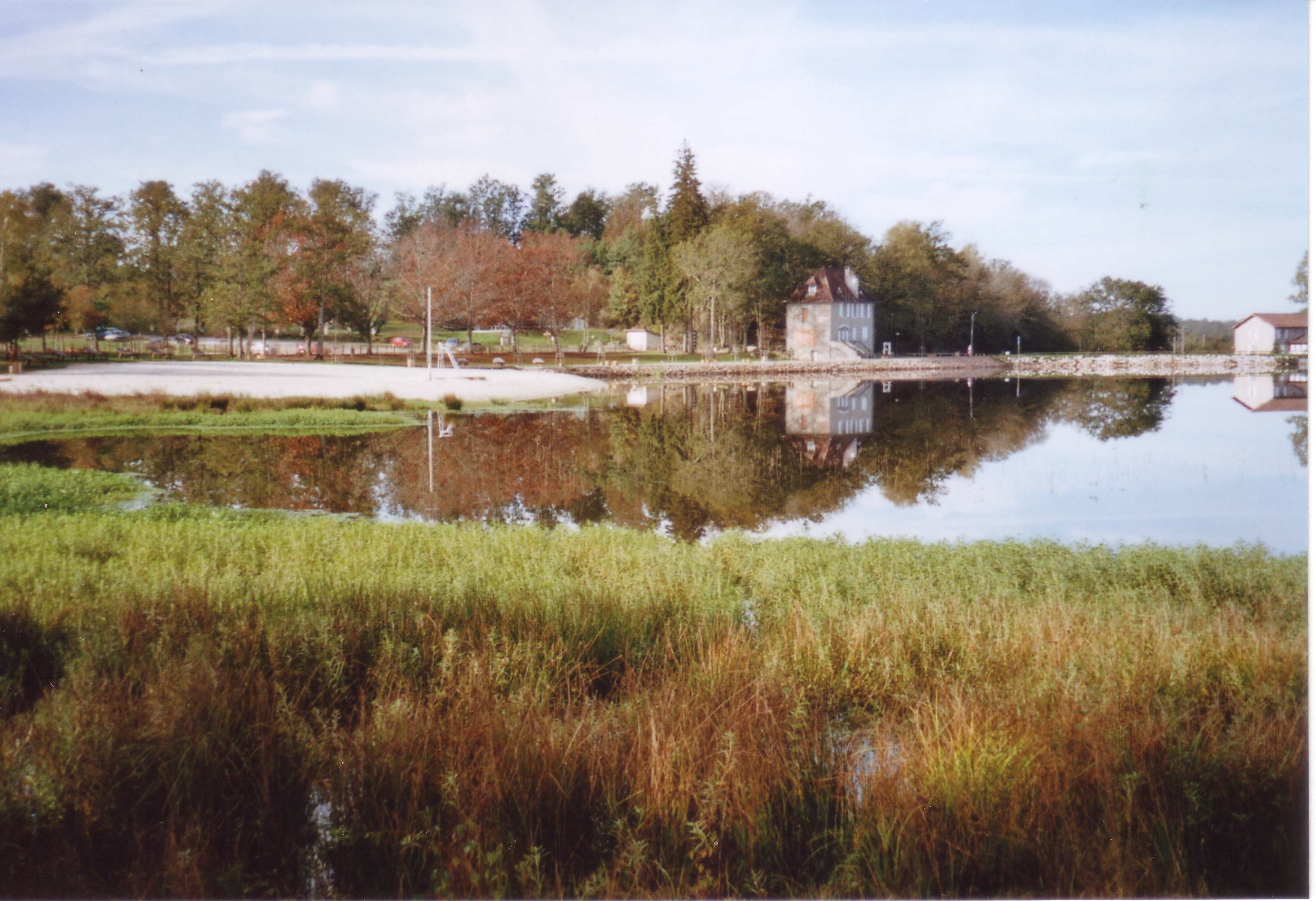
Saint-Estephe aan de Etang
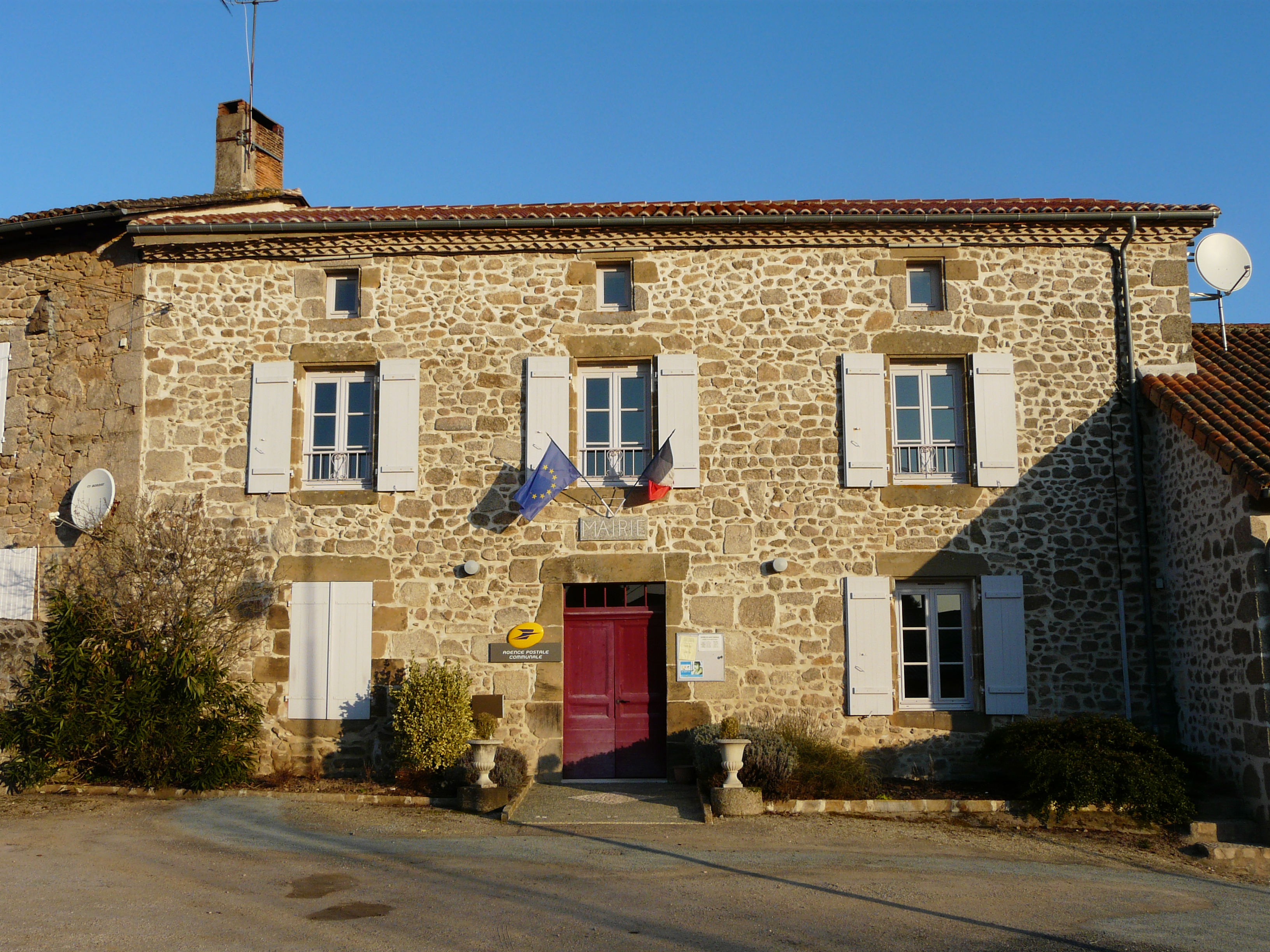
Gemeentehuis

## Geografie
De oppervlakte van Saint-Estèphe bedraagt 21,6 km², de bevolkingsdichtheid is 27,3 inwoners per km².
De onderstaande kaart toont de ligging van Saint-Estèphe (Dordogne) met de belangrijkste infrastructuur en aangrenzende gemeenten.

## Demografie
Onderstaande figuur toont het verloop van het inwonertal (bron: INSEE-tellingen).

1. ↑  Populations de référence 2022.